# Magnus Ladelås
Magnus Ladelås (svensk Ladulås) (født ca. 1240, død 18. december 1290) var konge af Sverige fra 1275 til 1290.
Han var søn af Birger Jarl og Ingeborg Eriksdatter. 
I 1275-1276 lå han i konflikt med sin storebror Valdemar Birgersson, men slog ham under slaget ved Hova i 1275, hvorved Valdemar måtte flygte til Norge, og Magnus kunne blive kronet som konge.
Magnus var gift med Helvig, med hvem han fik sønnerne Birger, Erik og Valdemar.